# Ahmed Abdelwahed
Ahmed Abdelwahed (ur. 26 maja 1996) – włoski lekkoatleta specjalizujący się w biegach długich. 
W 2017 zdobył srebro w biegu na 3000 metrów z przeszkodami na młodzieżowych mistrzostwach Europy w Bydgoszczy. Rok później biegł w finale seniorskich mistrzostw Europy w Berlinie.
W 2021 wystąpił na igrzyskach olimpijskich w Tokio, podczas których zajął 14. miejsce. Rok później był 12. na mistrzostwach świata w Eugene oraz zdobył srebrny medal mistrzostw Europy w Monachium.
Złoty medalista mistrzostw Włoch oraz reprezentant kraju na drużynowych mistrzostwach Europy. 
Rekord życiowy w biegu na 3000 metrów z przeszkodami: 8:10,29 (10 czerwca 2022, Rzym).

## Osiągnięcia
| Rok  | Impreza                        | Miejsce   | Konkurencja                   | Lokata      | Wynik   |
| ---- | ------------------------------ | --------- | ----------------------------- | ----------- | ------- |
| 2017 | Młodzieżowe mistrzostwa Europy | Bydgoszcz | bieg na 3000 m z przeszkodami | 2. miejsce  | 8:37,02 |
| 2017 | Uniwersjada                    | Tajpej    | bieg na 3000 m z przeszkodami | 7. miejsce  | 8:47,72 |
| 2018 | Mistrzostwa Europy             | Berlin    | bieg na 3000 m z przeszkodami | 13. miejsce | 8:44,77 |
| 2021 | Igrzyska olimpijskie           | Tokio     | bieg na 3000 m z przeszkodami | 14. miejsce | 8:24,34 |
| 2022 | Mistrzostwa świata             | Eugene    | bieg na 3000 m z przeszkodami | 12. miejsce | 8:33,43 |
| 2022 | Mistrzostwa Europy             | Monachium | bieg na 3000 m z przeszkodami | 2. miejsce  | 8:22,35 |